# Thwaitesglaciären
Thwaitesglaciären är en glaciär i Antarktis. Den ligger i Västantarktis och flödar in i Pine Island Bay. Glaciären har kallats "Domedagsglaciären" på grund av dess potential att orsaka havsnivåhöjning.

## Politik
Inget land gör anspråk på området. 

## Geografi
Thwaitesglaciären ligger 299 meter över havet. Terrängen runt Thwaitesglaciären är lite kuperad.

## Forskning
Glaciären är under noga observation för dess potential att orsaka havsnivåhöjning. Sedan 2018 pågår ett femårigt forskningsprojekt, International Thwaites Glacier Collaboration (ITGC), ett samarbete mellan amerikanska och brittiska forskare, för att avgöra om och när glaciären riskerar att kollapsa.